# Miles in the Sky
Miles in the Sky – album muzyczny autorstwa amerykańskiego trębacza i kompozytora Milesa Davisa, wydany 22 lipca 1968 r. nakładem wytwórni Columbia Records.

## Powstanie
Album Miles in the Sky został wyprodukowany przez Amerykanina Teo Macero, a nagrywany był w dniach 16 stycznia i 15–17 maja 1968 w budynku Columbia Studio B, znajdującym się w Nowym Jorku. Przy nagrywaniu albumu z Davisem współpracowali: grający na saksofonie tenorowym Wayne Shorter, pianista Herbie Hancock, perkusista Tony Williams i kontrabasista Ron Carter. Dodatkowo w utworze Paraphernalia gościnnie pojawił się gitarzysta George Benson. Nazwa albumu była ukłonem w stronę piosenki zespołu The Beatles pt. Lucy in the Sky with Diamonds. Album Miles in the Sky cechuje się pewną formą odejścia od standardowej formy jazzu na rzecz jazz-rocka. Utwory, które składają się na to wydawnictwo, są długie i stawiają na proste rytmy (zazwyczaj w metrum 4/4) inspirowane muzyką rockową oraz wzmocnione pianinem elektrycznym Herbie’ego Hancocka.

## Lista utworów
| 1. | "Stuff"                              | 16:58   |
|    |                                      |         |
| 2. | "Paraphernalia"                      | 12:36   |
|    |                                      |         |
| 3. | "Black Comedy"                       | 7:24    |
|    |                                      |         |
| 4. | "Country Son"                        | 13:50   |
|    |                                      |         |
| 5. | "Black Comedy" (alternatywna wersja) | 6:24    |
|    |                                      |         |
| 6. | "Country Son" (alternatywna wersja)  | 9:32    |
|    |                                      |         |
|    |                                      | 1:06:44 |
|    |                                      |         |